# Jonás Luna
Jonás Eduardo Luna, (Ciudad de Santiago del Estero, Argentina; 15 de mayo de 2005) es un futbolista argentino. Juega de centrocampista en el Montevideo Wanderers F. C. de la Primera División de Uruguay.

## Trayectoria

### Inicios
Inició su camino en el fútbol en la escuelita de Raúl Pinto. Luego pasó por Vinalar Fútbol Club (la manejan su padre -Eduardo Luna- y Rodrigo Torres), luego pasó por los clubes Mitre y Sarmiento de La Banda.

### River Plate
En 2015 pegó el salto y desembarcó en Núñez tras destacarse en una prueba realizada en el Potrerito. Cuando el futbolista firmó su primer vínculo como profesional con la institución de Núñez hasta el 31 de diciembre de 2024, fue blindado por el club, ya que le pusieron una cláusula de rescisión de 20 millones de dólares por la totalidad de su ficha. 
Además, estaba dentro de la consideración de Demichelis, ya que decidió incluirlo en la Lista de Buena Fe para la Copa Libertadores, aunque por el momento no lo convocó para ninguno de los 5 encuentros que disputó su equipo, y en este año fue citado para entrenar con la selección argentina sub-20.

## Estadísticas

### Clubes
Actualizado al último partido disputado el .
| Club | Div.          | Temporada     | Liga  | Liga  | Liga   | Copas Nacionales (1) | Copas Nacionales (1) | Copas Nacionales (1) | Copas Internacionales (2) | Copas Internacionales (2) | Copas Internacionales (2) | Total | Total | Total  |
| Club | Div.          | Temporada     | Part. | Goles | Asist. | Part.                | Goles                | Asist.               | Part.                     | Goles                     | Asist.                    | Part. | Goles | Asist. |
| --- | ------------- | ------------- | ----- | ----- | ------ | -------------------- | -------------------- | -------------------- | ------------------------- | ------------------------- | ------------------------- | ----- | ----- | ------ |
| C. A. River Plate Argentina | 1.ª           | 2025          | 0     | 0     | 0      | 0                    | 0                    | 0                    | 0                         | 0                         | 0                         | 0     | 0     | 0      |
| C. A. River Plate Argentina | Total club    | Total club    | 0     | 0     | 0      | 0                    | 0                    | 0                    | 0                         | 0                         | 0                         | 0     | 0     | 0      |
| Total carrera | Total carrera | Total carrera | 0     | 0     | 0      | 0                    | 0                    | 0                    | 0                         | 0                         | 0                         | 0     | 0     | 0      |
| (1) Las copas nacionales se refiere a la Copa Argentina. (2) Las copas internacionales se refiere a la Copa Libertadores y la Copa Sudamericana. |               |               |       |       |        |                      |                      |                      |                           |                           |                           |       |       |        |